# Sangaris optata
Sangaris optata là một loài bọ cánh cứng trong họ Cerambycidae.